# Bernardo Buil
Bernardo Buil noto anche come Boil, Boyl o Boyal (fl. XV secolo) è stato un presbitero spagnolo, noto come frate Buil, che accompagnò Cristoforo Colombo nel suo secondo viaggio attraverso l'Atlantico.

## Biografia
Il 6 gennaio 1494 Buil celebrò la prima messa nel Nuovo Mondo, in una chiesa temporanea su La Isabela. Vi sono prove poco chiare sulla sua affiliazione a un ordine religioso. Lasciò le Indie in seguito a disaccordi con Colombo e il suo lavoro missionario fu poco efficace.

## Opere
- Espitulae ad Arnaldum Cossum